# 先不要
《先不要》 是陳漢典於2018年11月7日發行的第一張個人EP，由星火映畫製作并發行。

### 新歌發表會
- 2018年10月17日「綜藝大熱門」

## 曲目列表
| 曲目 | 歌名     | 作詞                    | 作曲   |
| ---- | -------- | ----------------------- | ------ |
| 1    | 先不要   | 崔惟楷,Luke 'B.T.' Tsui | Matzka |
| 2    | 愛情有你 | O.D、陳漢典、廖韋卓     | 廖韋卓 |

## 資料來源
1. ↑  . 大纪元. （原始内容存档于2018-11-17）.
2. ↑  . 中时电子报. （原始内容存档于2018-11-17）.